# 1951-es Formula–1 brit nagydíj
A brit nagydíj volt az 1951-es Formula–1 világbajnokság ötödik futama, amelyet 1951. július 14-én rendeztek meg a brit Silverstone Circuiton, Silverstone-ban.

## Időmérő
| Helyezés | Versenyző                             | Idő                     |
| -------- | ------------------------------------- | ----------------------- |
| 1        | José Froilán González (Ferrari)       | 1:43.400 (193,120 km/h) |
| 2        | Juan Manuel Fangio (Alfa Romeo)       | 1:44.000                |
| 3        | Giuseppe Farina (Alfa Romeo)          | 1:45.000                |
| 4        | Alberto Ascari (Ferrari)              | 1:45.500                |
| 5        | Luigi Villoresi (Ferrari)             | 1:45.800                |
| 6        | Consalvo Sanesi (Alfa Romeo 158)      | 1:50.200                |
| 7        | Felice Bonetto (Alfa Romeo)           | 1:52.000                |
| 8        | Peter Whitehead (Ferrari)             | 1:54.600                |
| 9        | Louis Rosier (Talbot-Lago)            | 1:56.000                |
| 10       | Bob Gerard (ERA B)                    | 1:57.000                |
| 11       | Duncan Hamilton (Talbot-Lago)         | 1:57.200                |
| 12       | Brian Shawe-Taylor (ERA B)            | 1:58.200                |
| 13       | Louis Chiron (Talbot-Lago)            | 2:00.200                |
| 14       | Johnny Claes (Talbot-Lago)            | 2:05.800                |
| 15       | David Murray (Maserati)               | 2:06.000                |
| 16       | Philip Fotheringham-Parker (Maserati) | 2:13.200                |
| 17       | John James (Maserati)                 | 2:17.000                |
| 18       | Joe Kelly (Alta GP)                   | 2:18.400                |
| 19       | Peter Walker (BRM)                    | Idő nélkül              |
| 20       | Reg Parnell (BRM)                     | Idő nélkül              |

## Futam
A Ferrarik versenyről versenyre fejlődtek, és az ötödik futamon, a
Silverstone-ban rendezett brit nagydíjon megtörtént az áttörés. José Froilán González megszerezte a pole-pozíciót Fangio elől és megnyerte versenyt, majd egy perccel Fangio előtt. (Ez volt az első eset, hogy a Forma 1-es bajnokság egy európai versenyét nem Alfa Romeo nyerte!) Villoresi ismét harmadik lett két kör hátrányban, majd az Alfás Felice Bonetto következett. Az utolsó pontszerző helyen az angol Reg Parnell ért célba, ezúttal viszont egy BRM-et vezetett. A verseny leggyorsabb körét a harmadik helyről induló, de a versenyt a 75. körben feladó Farina futotta.
| Helyezés | Rajtszám | Versenyző                  | Csapat/Motor       | Futott körök | Idő/kiesés oka           | Rajthely | Pont |
| -------- | -------- | -------------------------- | ------------------ | ------------ | ------------------------ | -------- | ---- |
| 1        | 12       | José Froilán González      | Ferrari            | 90           | 2:42:18.2 (154,677 km/h) | 1        | 8    |
| 2        | 2        | Juan Manuel Fangio         | Alfa Romeo         | 90           | + 51,0                   | 2        | 6    |
| 3        | 10       | Luigi Villoresi            | Ferrari            | 88           | + 2 kör                  | 5        | 4    |
| 4        | 4        | Felice Bonetto             | Alfa Romeo         | 87           | + 3 kör                  | 7        | 3    |
| 5        | 6        | Reg Parnell                | BRM                | 85           | + 5 kör                  | 20       | 2    |
| 6        | 3        | Consalvo Sanesi            | Alfa Romeo         | 84           | + 6 kör                  | 6        |      |
| 7        | 7        | Peter Walker               | BRM                | 84           | + 6 kör                  | 19       |      |
| 8        | 9        | Brian Shawe Taylor         | ERA                | 84           | + 6 kör                  | 12       |      |
| 9        | 14       | Peter Whitehead            | Ferrari            | 83           | + 7 kör                  | 8        |      |
| 10       | 22       | Louis Rosier               | Talbot-Lago-Talbot | 83           | + 7 kör                  | 9        |      |
| 11       | 8        | Bob Gerard                 | ERA                | 82           | + 8 kör                  | 10       |      |
| 12       | 18       | Duncan Hamilton            | Talbot-Lago-Talbot | 81           | + 9 kör                  | 11       |      |
| 13       | 25       | Johnny Claes               | Talbot-Lago-Talbot | 80           | + 10 kör                 | 14       |      |
| Ki       | 1        | Nino Farina                | Alfa Romeo         | 75           | Kuplung                  | 3        | 1    |
| Ki       | 23       | Joe Kelly                  | Alta               | 75           | Ismeretlen               | 18       |      |
| Ki       | 11       | Alberto Ascari             | Ferrari            | 56           | Sebességváltó            | 4        |      |
| Ki       | 17       | Philip Fotheringham-Parker | Maserati           | 46           | Olajszivárgás            | 16       |      |
| Ki       | 15       | David Murray               | Maserati           | 45           | Motorhiba                | 15       |      |
| Ki       | 23       | Louis Chiron               | Talbot-Lago-Talbot | 41           | Fékek                    | 13       |      |
| Ki       | 16       | John James                 | Maserati           | 23           | Hűtő                     | 17       |      |

## Statisztikák
Vezető helyen:
- Felice Bonetto 1 (1)
- José Froilán González 59 (2-9 / 39-47 / 49-90)
- Juan Manuel Fangio 30 (10-38 / 48)

- Az első rajtkockát José Froilán González szerezte meg 1:43.4-es idővel. Ez volt González 1. pole-pozíciója.
- Farina futotta a leggyorsabb kört (1:44.0), s ezzel 1 pontot szerzett. Ez volt Farina 4. leggyorsabb köre.
- Ferrari 1. győzelme
- Ferrari 1. pole-pozíciója
- Alfa Romeo 10. (R) leggyorsabb köre.

- Ez volt John James, Duncan Hamilton és Philip Fotheringham-Parker első nagydíja.
- Először nyert Formula–1-es versenyt José Froilán González és a Scuderia Ferrari.
- Első versenyén indult a BRM márka.